# Weißstämmige Kiefer
Die Weißstämmige Kiefer (Pinus albicaulis) ist eine Pflanzenart aus der Gattung der Kiefern (Pinus) innerhalb der Familie der Kieferngewächse (Pinaceae). Ihr natürliches Verbreitungsgebiet liegt im Westen von Nordamerika. Die Bestände sind seit etwa 1910 stark zurückgegangen. Gründe dafür sind der aus Europa eingeführte Strobenrost und das vermehrte Auftreten des Bergkiefernkäfers aufgrund der höheren Temperaturen in diesem Jahrhundert. Sie wird daher durch die IUCN 2011 als „stark gefährdet“ eingestuft.

## Beschreibung

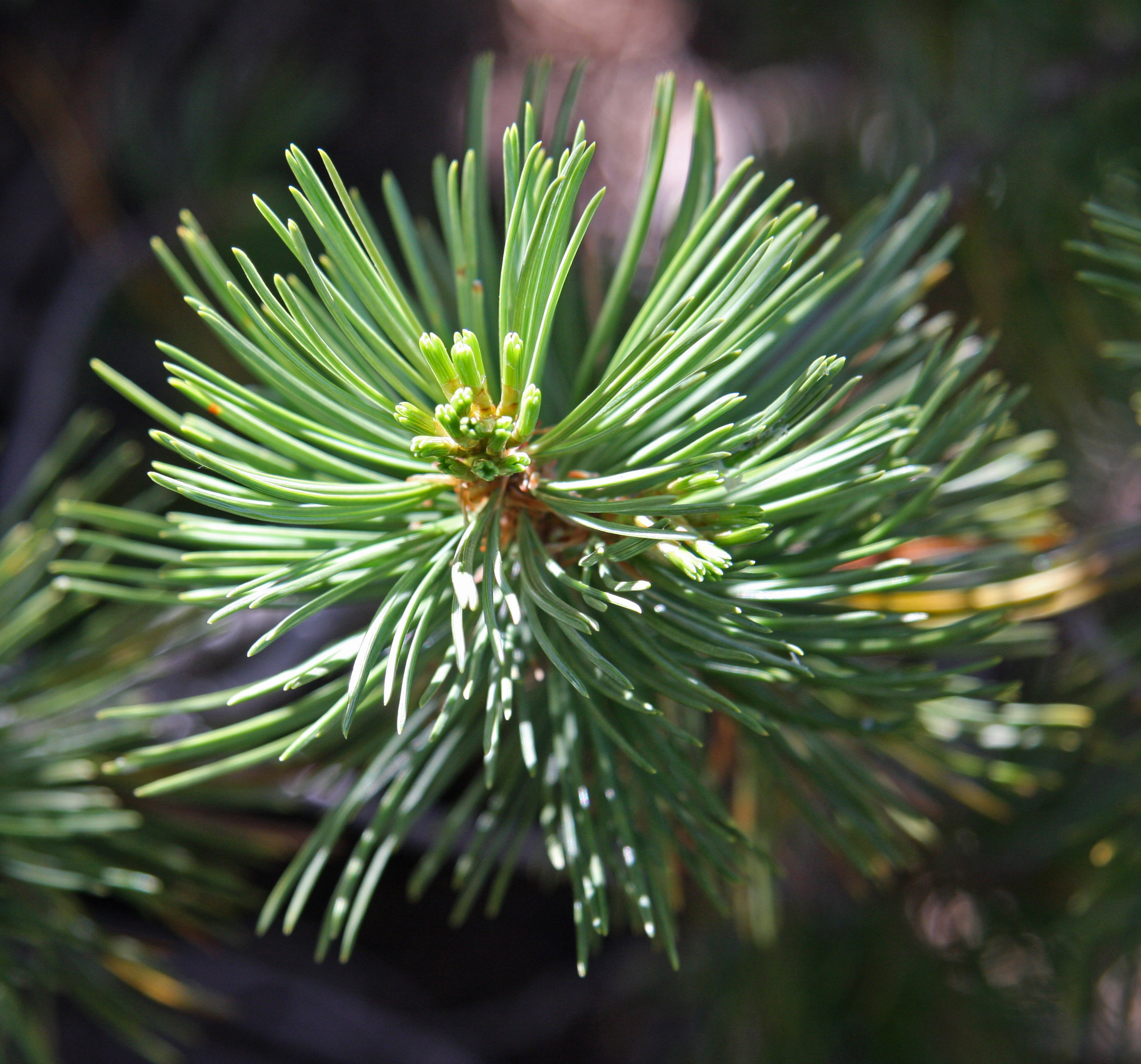
Zweig mit Nadeln

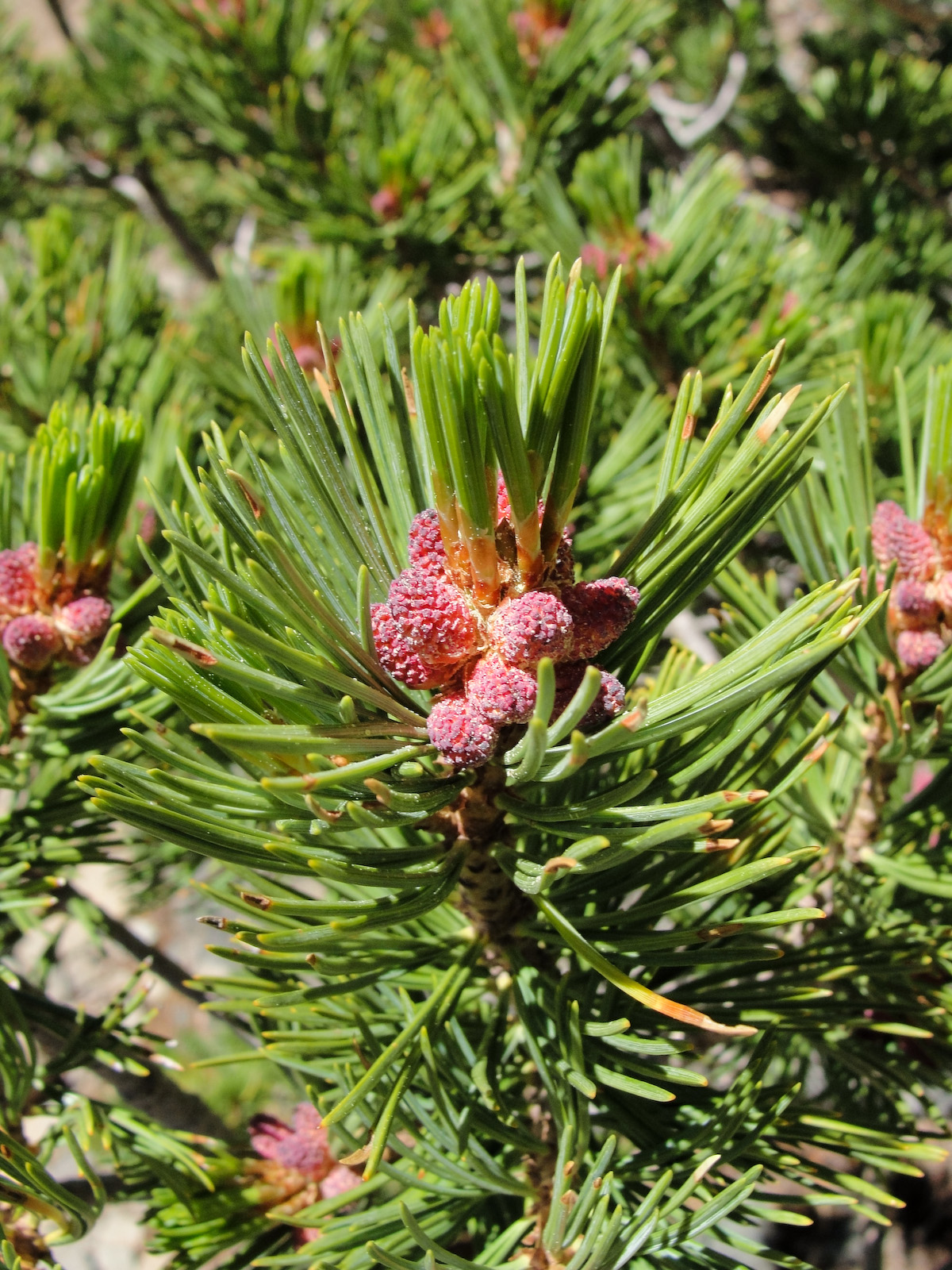
Pollenzapfen

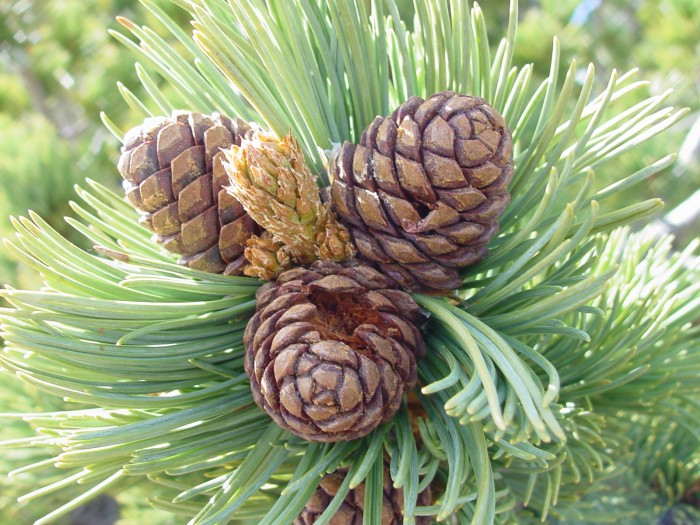
Reife Zapfen

### Vegetative Merkmale
Die Weißstämmige Kiefer wächst als Baum, der Wuchshöhen von 10, selten auch bis 20 Metern und Brusthöhendurchmesser von bis zu 150 Zentimetern erreicht. Die Baumkrone ist anfangs schmal kegelförmig und wird später rundlich bis unregelmäßig. Die junge Borke ist weißlich glatt und reißt später in dünnen Platten auf. Die Äste sind weit abstehend, junge Triebe sind rotgelb, orange oder braun. Die Knospen sind rotbraun, breit eiförmig und zugespitzt und haben lose anliegende, lang zugespitzte Schuppen.
Die Nadeln stehen in Fünfergruppen. Die Nadeln sind 4 bis 7 Zentimeter lang, steif, ganzrandig, kurz zugespitzt und dunkelgrün. Die äußere Seite zeigt zwei vertiefte, die Innenseite drei bis fünf Spaltöffnungslinien. Die Nadeln bleiben sechs bis acht Jahre am Baum, die Nadelscheiden sind hinfällig.

### Generative Merkmale
Die Pollenzapfen sind bei einer Länge von 10 bis 15 Millimetern zylindrisch bis oval und rot. Die weiblichen Zapfen sind bei einer Länge von 5 bis 7 Zentimetern sowie einem Durchmesser von 4 bis 6 Zentimetern eiförmig bis eiförmig-rundlich und fast sitzend. Jung sind sie dunkel purpurfarben und werden zur Reife braun. Sie öffnen sich nicht und zerfallen bei Reife am Baum. Dieses Merkmal erlaubt eine sichere Unterscheidung zur nahen verwandten und im selben Gebiet vorkommenden Biegsamen Kiefer (Pinus flexilis). Die Schuppen sind dick und das Schuppenschild zeigt einen scharfen spitzen Nabel. Die Samen sind 8 bis 12 Millimeter dick, sind essbar und haben keinen Flügel.
Die Chromosomenzahl beträgt 2n = 24.

## Ökologie
Die Samen der Weißstämmigen Kiefer sind die Hauptnahrungsquelle des Kiefernhähers (Nucifraga columbiana) für zumindest neun Monate des Jahres; mit diesen Samen zieht er auch seine Jungen groß. Da sich die Zapfen nicht selbst öffnen ist die Weißstämmige Kiefer in einem hohen Maße auch auf die Ausbreitung der Samen durch den Kiefernhäher und andere Rabenvögel angewiesen. Ein Kiefernhäher kann bis zu 150 Samen mit sich tragen und verstecken sie einzelnen oder zu mehreren in etwa 2 bis 3 Zentimeter Tiefe im Boden. Da nicht alle Samen wiedergefunden werden, tragen sie damit ideal zur Ausbreitung der Samen bei.
Die Samen sind auch eine wichtige Nahrungsquelle für Säugetiere. Das Goldmantel-Ziesel (Spermophilus lateralis) und Weißfußmäuse (Peromyscus) fressen die Samen einzeln, aber lagern sie auch. Rothörnchen (Tamiasciurus hudsonicus) legen größere Lager von bis zu über 150 Samen an. Diese Lager werden von Braun- und Schwarzbären geplündert. Im Yellowstone-Nationalpark sind Huftiere und die Samen der Weißstämmigen Kiefer die beiden Hauptnahrungsquellen der dort lebenden Grizzlybären.

## Verbreitung, Standorte und Gefährdung

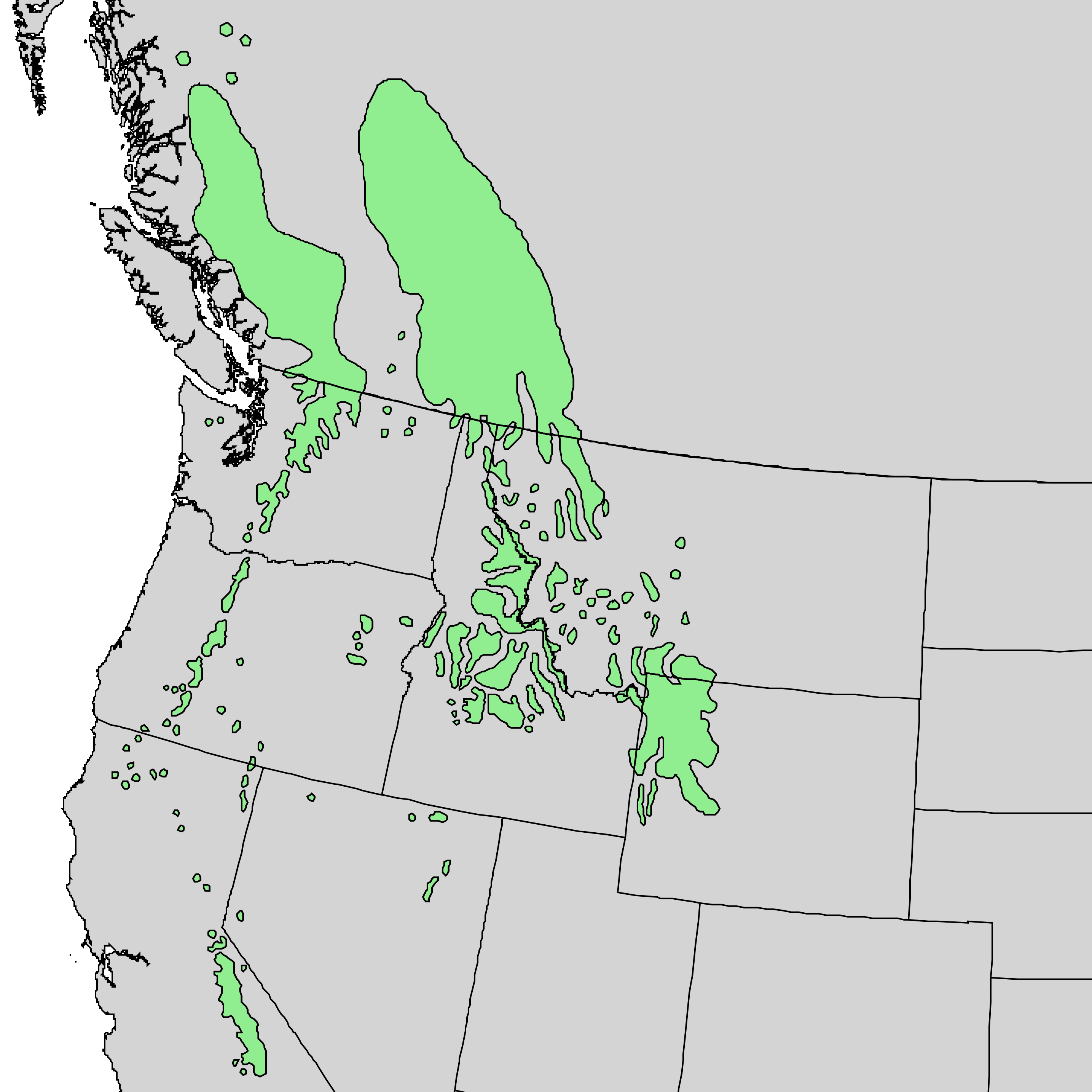
Natürliches Verbreitungsgebiet

Das natürliche Verbreitungsgebiet der Weißstämmigen Kiefer liegt in den Rocky Mountains in den kanadischen Provinzen British Columbia sowie Alberta und in den US-Bundesstaaten Idaho, Montana sowie Wyoming, in der Kaskadenkette und der Sierra Nevada in Washington sowie Kalifornien. Dort wächst sie in Bergwäldern und alpinen Bereichen in Höhenlagen von 1300 bis 3700 Metern. Sie gedeiht auf frischen bis feuchten, sauren bis neutralen sandig humosen bis sandig-kiesigen oder felsigen, flachgründigen Böden an sonnigen bis absonnigen, sommerkühlen und winterkalten Standorten.
In der Rote Liste gefährdeter Arten der IUCN wird 2011 Pinus albicaulis als „stark gefährdet“ (= „Endangered“) eingestuft. Die Bestände sind in den letzten 90 Jahren um etwa 30 % zurückgegangen. Hauptursache ist der aus Europa eingeführte Strobenrost, der sich im gesamten Verbreitungsgebiet ausgebreitet hat. Eine weitere Ursache liegt im starken Auftreten des Bergkiefernkäfers im Verbreitungsgebiet, das wahrscheinlich durch die höheren Temperaturen der letzten Jahre begünstigt wurde.

## Systematik

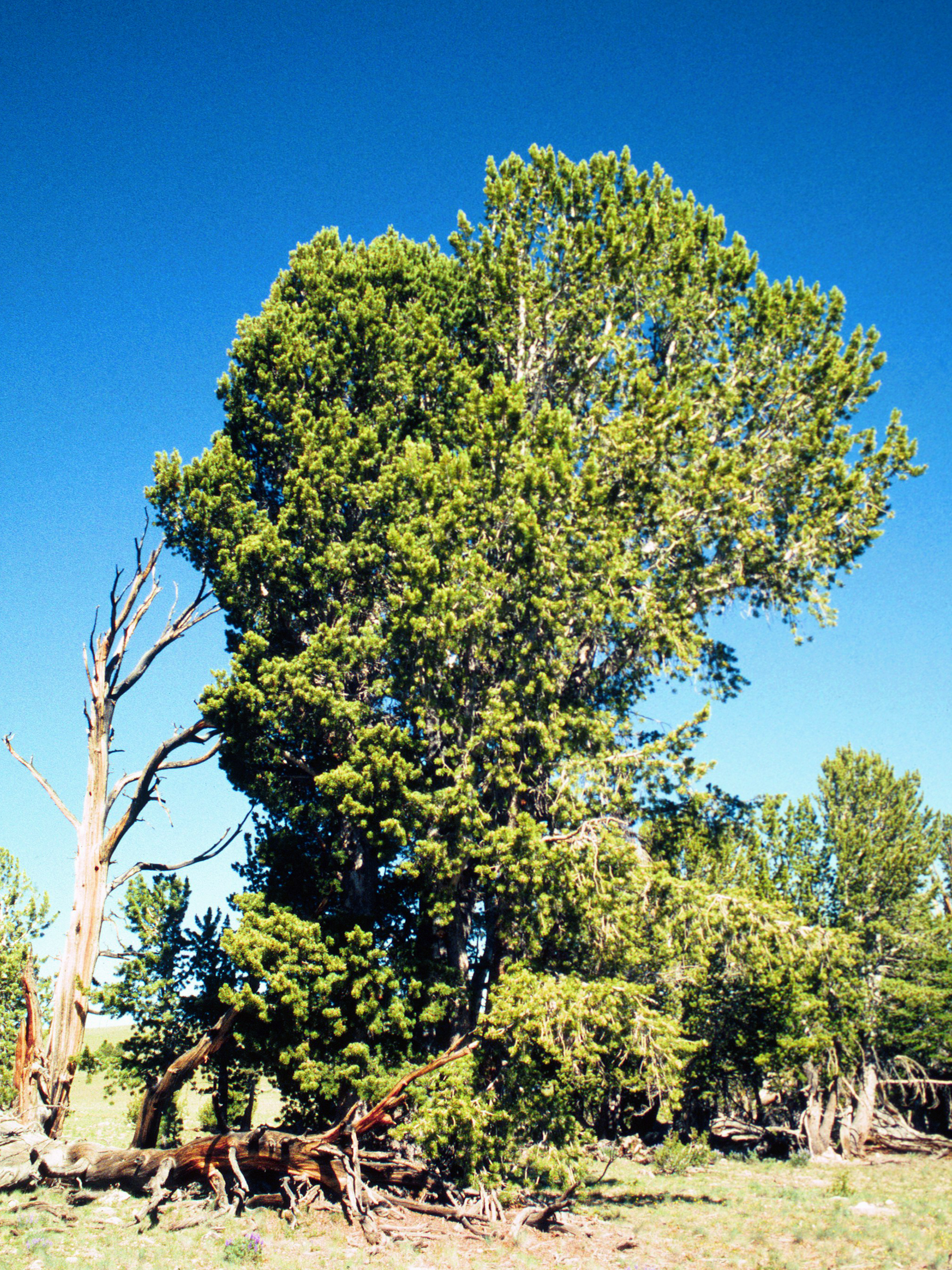
Habitus

Die Erstbeschreibung von Pinus albicaulis erfolge 1863 durch Georg Engelmann in den Transactions of the Academy of Science of St. Louis, Volume 2, Seite 209. Das Artepitheton albicaulis ist vom lateinischen Wort „albus“ für „weiß“ und „caulis“ für „Stängel“ abgeleitet und verweist damit wie der deutsche Trivialname auf die weißen Stämme dieser Art.
Die Art Pinus albicaulis gehört zur Untersektion Strobus aus der Sektion Quinquefoliae in der Untergattung Strobus innerhalb der Gattung Pinus.

## Verwendung
Die Samen der Weißstämmigen Kiefer wurden von den Nlaka'pamux sowohl roh als auch geröstet gegessen. Dazu haben sie die Zapfen gesammelt und getrocknet, um die Zapfenschuppen zu öffnen. Um die Samen über den Winter haltbar zu machen, wurden sie auch gekocht, gemahlen und mit getrockneten Beeren vermischt.

## Nachweise